# Phrasenmäher (Kabarett)
Das Kabarett Phrasenmäher wurde 1979 als Schülerkabarett von Frank Lüdecke an der Waldoberschule in Berlin-Charlottenburg gegründet. 1981 wurde es an der FU Berlin in ein Studentenkabarett mit wechselnden Besetzungen umgewandelt, das in ganz West-Berlin bekannt wurde – teilweise auch in Spandau. Zum Ensemble gehörten in der Frühphase neben dem Gründer Frank Lüdecke zeitweise Gabi Schmalz, Karin Liersch, Nicole Behmeleit, Alexandra Preis, Vivek Lugani, Jörg Gräpel, Achim Ballert, Martin Reis, Jürgen Hubert (Technik und Gastauftritte), Dragan Čevapčič, Kutte Krösel sowie Dirk Lemmermann und Martin Hauser (Musik).
1991 ging die Gruppe erstmals auf Deutschlandtournee in der Besetzung Achim Ballert, Karin Liersch und Frank Lüdecke, Musik: Dirk Lemmermann / Klaus Gertken. Ihr erstes Tourneeprogramm hieß Im Namen der Neurose. Es folgten Sanfte Exzesse (1991), (ausgezeichnet mit der St. Ingberter Pfanne).
Das letzte Programm der Phrasenmäher war Bilder einer Einstellung (1993), gespielt von Frank Lüdecke und Achim Ballert. Das Programm wurde ausgezeichnet mit dem Mindener Stichling, dem Förderpreis des Deutschen Kabarettpreises und dem AZ-Stern des Jahres. Im Mai 1995 lösten sich die Phrasenmäher auf. Lüdecke ging für eine Spielzeit zum Düsseldorfer Kommödchen und ist seitdem Solo-Kabarettist und seit 2019 Leiter des Berliner Kabaretts Stachelschweine.

## Auszeichnungen
Angaben dazu auf der Homepage von Frank Lüdecke.
- 1992: St. Ingberter Pfanne
- 1994: Deutscher Kabarettpreis – Förderpreis
- 1994: Mindener Stichling
- 1994: AZ-Stern des Jahres